# Bryzgowia

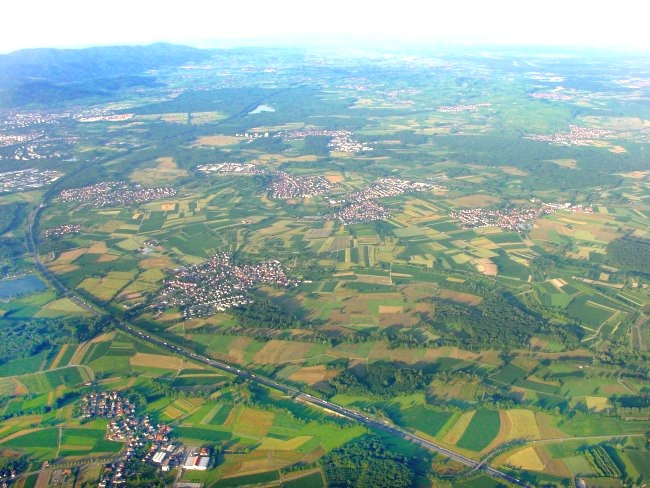
Bryzgowia

Bryzgowia (niem. Breisgau) – kraina historyczna o powierzchni ok. 4000 km², zlokalizowana w południowo-zachodnich Niemczech, między Renem (Niziną Górnoreńską) a Schwarzwaldem, obecnie w kraju związkowym Badenia-Wirtembergia.
W starożytności była to część granicznego regionu cesarstwa rzymskiego, tzw. Agri Decumates. W 260 r. została opanowana przez germańskich Alemanów. We wczesnym średniowieczu Bryzgowia była hrabstwem we władaniu rodziny Zähringen. W 1120 r. został założony Fryburg Bryzgowijski jako wolne miasto handlowe. W XIV wieku większość terytorium Bryzgowii znalazła się we władaniu Habsburgów. W 1457 r. we Fryburgu założono uniwersytet. Obszary Bryzgowii zostały spustoszone podczas wojny chłopskiej (1525) i wojny trzydziestoletniej (1618–1648). W 1679 r. traktat w Nijmegen oddał Fryburg Bryzgowijski Królestwu Francji, Habsburgowie odzyskali go w 1697 r. Pokój w Preszburgu z 1805 r. podzielił hrabstwo pomiędzy Badenię i Wirtembergię. Od 1806 r. cała Bryzgowia znalazła się w Badenii.